# II. An-Nászir Muhammad egyiptomi szultán
II. An-Nászir Muhammad, azaz an-Nászir Muhammad ibn al-Asraf Kájitbáj (1482 novembere/december – Egyiptom, Gíza, 1498. október 31.), al-Asraf Kájitbáj fia, az egyiptomi cserkesz (elterjedt, de pontatlan elnevezéssel burdzsi) mamlúkok tizenkilencedik szultánja volt (uralkodott 1496. augusztus 6-ától haláláig). Teljes titulusa al-Malik an-Nászir („a győzedelmes király”).

## Életútja
Muhammad anyja egy cserkesz ágyas, Aszalbáj volt. Tizenhárom éves korában örökölte meg az egyiptomi trónt apjától, és fiatal kora ellenére, számos korábbi példát meghazudtolva, úgy tűnt, hogy tartósan képes megőrizni trónját. Amikor elfoglalta a trónt, a legbefolyásosabb előkelőségek, Kánszauh Hamszumia és Kurtbáj al-Ahmar vette kezébe a hatalmat. Ők már Káitbej halála előtt elűzték legfőbb riválisukat, a szultán rokonát, Ákbardi davádárt, és Muhammad trónra tételekor Kánszauh a főparancsnoki (atabég), Kurtbáj pedig a vezíri, usztádári és főszemlélői (kásif) pozíciót szerezte meg magának. Mivel tartott a Gáza vidékén felbukkanó Ákbardi és a szultán szövetségétől, Kánszauh 1497. február 1-jén puccsot kísérelt meg. Bár al-Mutavakkil kalifát rávette, hogy formálisan leváltsa Muhammadot és őt nevezze ki szultánná, a kairói fellegvár parancsnoka (a szultán Kánszauh nevű anyai nagybátyja) és számos katonája kitartott a fiatal uralkodó mellett. A tűzfegyverekkel megvívott harc során a bitorlót számos embere elhagyta, így február 4-én elmenekült. Visszatérési kísérlete február 21–22. során szintén meghiúsult. Ekkor Palesztina felé menekült, ahol Ákbardi Hán Júnusz mellett legyőzte és megölette. 
A bevonuló Ákbardi számos állami pozíciót kapott (vezír, davádár, usztádár, főszemlélő és fegyvermester lett), ám rövidesen összetűzésbe került a jelentéktelen rangot viselő, ám nagy befolyással bíró Kánszauhhal, akit elhunyt névrokonának hívei is támogattak. A köztük kitört rivalizálás során, 1497. május 6-án Ákbardi fellázadt, de riválisának hívei legyőzték és Felső-Egyiptomba menekült. A szultán hívására július 25-én visszatért Kairóba arab nomád fegyveresek élén, akik ellenében Kánszauh maga is beduinokhoz fordult. Ákbardi augusztus végére vereséget szenvedett az utcai harcokban, és Szíriába menekült.
Kánszauh pozíciója ezzel megerősödött, és davádári, majd vezíri és fegyvermesteri kinevezést kapott. Muhammad mindeközben, látva a mamlúkréteg megbízhatatlanságát és lezüllését, új hatalmi bázis kiépítésén munkálkodott: tűzfegyverekkel felszerelt, néger rabszolgákból álló haderőt próbált létrehozni. Ezzel kivívta a privilégiumaikat féltékenyen óvó, domináns helyzetüket élvező mamlúkok gyűlöletét, akik 1498 februárjában egy utcai csetepatéban megölték a feketék parancsnokát, Faradzs Alláhot, és elérték, hogy az 500 főnyi alakulatot feloszlassák.
Kánszauh viszonya, rokoni kapcsolatuk és Aszalbáj közbenjárása ellenére fokozatosan megromlott az Ákbardival szimpatizáló szultánnal, akit 1498. október 31-én, Gíza közelében meggyilkolták Kánszauh hívei. A befolyásos Túmán Báj segítségével két napra rá Kánszauh szerezhette meg a trónt, de rövidesen ismét trónviszály robbant ki.